# Moçambola 2023
Die Moçambola 2022/23 war die 45. Austragung der höchsten Fußball-Spielklasse Mosambiks. Es nahmen 12 Mannschaften teil, die je zwei Mal gegeneinander antraten. Meister wurde Ferroviário Beira unter Trainer Hélder Duarte, der diesen 2021 mit Associação Black Bulls gewann.

## Mannschaften
| Mannschaft                         | Standort  | Stadion                           |
| ---------------------------------- | --------- | --------------------------------- |
| Ferroviário Beira                  | Beira     | Estádio do Ferroviário            |
| Associação Black Bulls             | Maputo    | Estádio da Matola                 |
| Ferroviário Nampula                | Nampula   | Estádio 25 de Junho               |
| Clube de Desportos da Costa do Sol | Maputo    | Estádio do Costa do Sol           |
| UD Songo                           | Songo     | Estadio da HCB                    |
| Baía de Pemba FC                   | Pemba     | Estádio Municipal de Pemba        |
| Ferroviário Lichinga               | Lichinga  | Estadio Municipal 1-ro de Maio    |
| Ferroviário Maputo                 | Maputo    | Estádio do Costa do Sol           |
| AD Vilanculo                       | Vilankulo | Estádio Municipal de Vilankulo    |
| Ferroviário Nacala                 | Nacala    | Campo do Ferroviario de Nacala    |
| Ferroviário Quelimane              | Quelimane | Campo do Ferroviário de Quelimane |
| Matchedje Maputo                   | Maputo    | Complexo Desportivo de Tchumene   |

## Abschlusstabelle
Stand: Saisonende 2023
| Pl. | Verein                             | Sp. | S  | U | N  | Tore    | Diff. | Punkte |
| --- | ---------------------------------- | --- | -- | - | -- | ------- | ----- | ------ |
| 1.  | Ferroviário Beira                  | 22  | 11 | 6 | 5  | 027:180 | +9    | 39     |
| 2.  | Associação Black Bulls             | 22  | 11 | 5 | 6  | 030:180 | +12   | 38     |
| 3.  | Ferroviário Nampula                | 22  | 11 | 3 | 8  | 024:210 | +3    | 36     |
| 4.  | Clube de Desportos da Costa do Sol | 22  | 10 | 6 | 6  | 033:220 | +11   | 36     |
| 5.  | UD Songo (M)                       | 22  | 10 | 5 | 7  | 028:170 | +11   | 35     |
| 6.  | Baía de Pemba FC (N)               | 22  | 8  | 9 | 5  | 020:180 | +2    | 33     |
| 7.  | Ferroviário Lichinga               | 22  | 8  | 8 | 6  | 020:210 | −1    | 32     |
| 8.  | Ferroviário Maputo                 | 22  | 8  | 5 | 9  | 023:200 | +3    | 29     |
| 9.  | AD Vilanculo                       | 22  | 7  | 7 | 8  | 014:170 | −3    | 28     |
| 10. | Ferroviário Nacala                 | 12  | 7  | 4 | 1  | 021:320 | −11   | 25     |
| 11. | Ferroviário Quelimane (N)          | 22  | 5  | 5 | 12 | 015:270 | −12   | 20     |
| 12. | Matchedje Maputo (N)               | 22  | 1  | 7 | 14 | 016:400 | −24   | 10     |

| Zum Saisonende 2023:                                                                          |
| Mosambikanischer Meister und Teilnahme an der CAF Champions League Abstieg in die zweite Liga |

| Zum Saisonende 2022: |                                                                                      |
| (M)                  | Amtierender Meister: UD Songo                                                        |
| (N)                  | Aufsteiger aus der zweiten Liga: Matchedje Maputo, Ferroviário Quelimane, Baía Pemba |